# Gregório Lopes

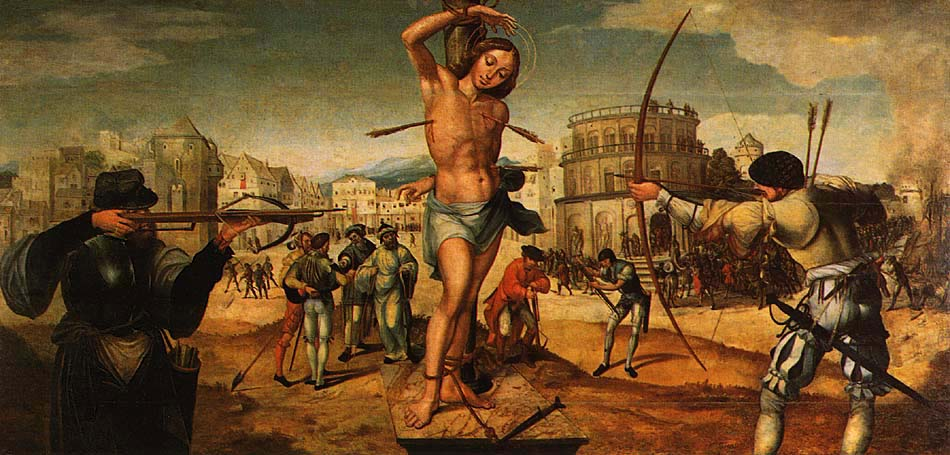
Martirio di San Sebastiano di Gregório Lopes. Questo dipinto è stato originariamente eseguito per la Chiesa circolare del Convento di Cristo a Tomar (1536 circa). Museo nazionale d'arte antica, Lisbona

Gregório Lopes (1490 circa – Lisbona, 1550) è stato un pittore portoghese, tra i maggiori del Rinascimento.

## Biografia
Lopes è cresciuto nella bottega di Jorge Afonso, pittore di corte al servizio di re Manuele I. In seguito diventa egli stesso pittore di corte sia per Manuele I che per il suo successore Giovanni III. Nel 1514 sposa la figlia di Jorge Afonso e nel 1520 viene nominato Cavaliere dell'Ordine di San Giacomo da Giorgio di Lencastre.
La maggior parte dell'opera di Gregório Lopes consiste principalmente in pale d'altare religiose per varie chiese e monasteri nel Portogallo centrale. Tra 1520 e 1525 ha lavorato insieme a Jorge Leal alle opere pittoriche dell'altare del Convento di San Francesco di Lisbona. Anche negli anni 1520 realizza pannelli per la Chiesa del Paradiso, sempre a Lisbona. Nella prima fase della sua carriera Lopes è inoltre attivo a Sesimbra, a Setúbal e nel Monastero di Ferreirim, in questo caso coadiuvato da Cristóvão de Figueiredo e Garcia Fernandes.
Nel corso degli anni 1530 si trasferisce nella città di Tomar, dove dipinge vari pannelli per la Chiesa Circolare del Convento dell'Ordine di Cristo (1536-1539) e la pala d'altare principale della Chiesa di San Giovanni Battista (1538-1539). Le sue ultime opere note includono le pale del Convento di Santos-o-Novo a Lisbona (1540) e del Convento di Valverde, vicino Évora (1545).
Molti dipinti di Gregório Lopes si possono ammirare al Museo nazionale d'arte antica, a Lisbona. Suo figlio, Cristóvão Lopes (1516-1594), anch'egli artista, ha lavorato come pittore ritrattista per la famiglia reale portoghese.